# サンタンデール・パロマ・オシェア国際ピアノコンクール
サンタンデール・パロマ・オシェア国際ピアノコンクール (Concurso Internacional de Piano de Santander Paloma O’Shea)は、スペイン・カンタブリア州サンタンデールで行われている国際ピアノコンクール。アルベニス財団が主催する。

## 歴史
1972年に国内ピアノコンクールとして初開催され、1974年に国際ピアノコンクールへ移行し、1976年に国際音楽コンクール世界連盟に加盟、AAFの助成を受けたのは2016年からである。

## 特色
志は非常に高く、第一位を出せない場合は空位にするばかりか開催も延期するほどであり、一時期はカナルス国際やハエン国際を凌ぐ激戦が行われた。絶対第一位であっても"Paloma O’Shea" Grand Prizeを出さない場合があるなど、全体最高位ですら格付けを行う有り様であった。しかし、志の高すぎた経営は次第にコンテスタント全体のやる気を削ぐ結果となり、ほとんどの国際ピアノコンクールと同様に課題曲がやさしくなった。
しかし、第一次予選から50分も演奏させるバレンシア国際ピアノコンクール・イトゥルビ賞と似た仕様で、長大な演奏審査時間を誇っていた。自由曲は少々選択できるものの、課題曲は詳細に指定されている点で他のコンクールと一線を画していた。2022年の要項だと、独奏曲は幅広く選べる一方で、協奏曲の選択肢は8つしかないのも非常に珍しかった。
早い段階で日本楽器メーカーがスポンサーに入っていた。日本人の優勝者は50年以上現れていないが、入賞者はいる。
次回開催はスポンサーが見つからず、無期限で延期されている。

## 優勝者一覧
- 1974Ruriko Kikuchi "Paloma O’Shea" Grand Prize
- 1975Marioara Trifan
- 1976Hüseyin Sermet "Paloma O’Shea" International Grand Prize
- 1977Ramzi Yassa
- 1978Josep Colom "Paloma O’Shea" International First Grand Prize - Gold Medal
- 1980該当者なし
- 1982Marc Raubenheimer
- 1984Hugh Tinney
- 1987David Allen Wehr
- 1990該当者なし
- 1992Eldar Nebolsin Santander Grand Prize and Gold Medal
- 1995Enrico Pompili
- 1998Yung Wook Yoo Santander Grand Prize and Gold Medal
- 2002該当者なし
- 2005Alberto Nosè
- 2008Jue Wang
- 2012該当者なし
- 2015Juan Pérez Floristán
- 2018Dmytro Choni
- 2022Jaeden Izik-Dzurko